# Jeffrey C. Hall

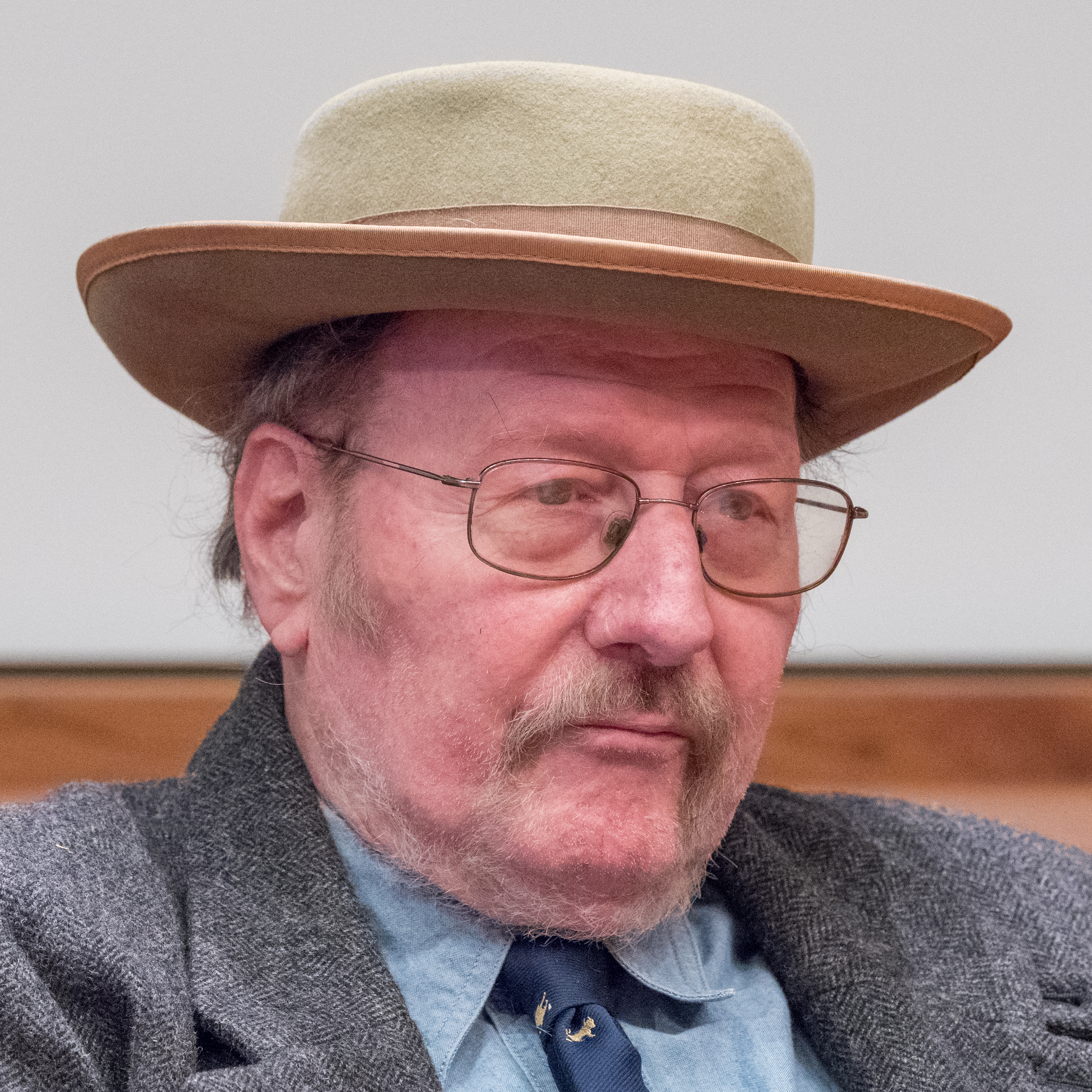
Jeffrey C. Hall (2017)

Jeffrey Connor Hall (* 3. Mai 1945 in Brooklyn, New York City) ist ein US-amerikanischer Genetiker und Chronobiologe und emeritierter Professor der Brandeis University in Waltham, Massachusetts und der University of Maine bei Bangor, Maine. Hall wurde 2017 gemeinsam mit Michael Rosbash und Michael W. Young der Nobelpreis für Physiologie oder Medizin zuerkannt.

## Leben
Hall wuchs als Sohn eines Journalisten in der Umgebung von Washington, D.C. in Maryland auf. Ab 1963 studierte er, zunächst am Amherst College in Amherst, dann an der University of Washington in Seattle, Washington, wo er 1969 einen Bachelor und 1971 einen Ph.D. in Genetik erwarb. Als Postdoktorand arbeitete er bei Seymour Benzer am California Institute of Technology (Caltech) in Pasadena, Kalifornien.
Hall gehörte von 1974 (Assistant Professor) bis 2008 zum Lehrkörper der Brandeis University in Waltham, Massachusetts. Von 2007 bis zu seinem Ruhestand 2009 hielt er noch eine Position als Professor für Biologie an der University of Maine bei Bangor, Maine. Hall setzt sich außerdem auf akademischem Niveau mit der Geschichte des Amerikanischen Bürgerkriegs auseinander, insbesondere mit der Schlacht von Gettysburg.

## Wirken
Hall gilt als Pionier der Verhaltensgenetik und ihrer neurobiologischen Grundlagen bei der Fruchtfliege (Drosophila melanogaster). Seine neurogenetischen Untersuchungen trugen wesentlich zum Verständnis der molekularen Mechanismen der Geschlechtsdifferenzierung des Nervensystems und biologischer Uhren bei.
Gemeinsam mit Michael Rosbash konnte Hall 1984 erstmals mit period ein „Verhaltensgen“ der zirkadianen Rhythmik klonieren. Ihre Arbeiten führten in der Folge zur Identifizierung und Funktionsanalyse der Proteine, die der biologischen Uhr der Fruchtfliege (Drosophila melanogaster) zugrunde liegen. Hall und Rosbash schlugen eine negative Rückkopplung der Transkription als Mechanismus dieser biologischen Uhr vor. Das Modell ist weiterhin gültig und konnte auf alle Lebewesen einschließlich des Menschen übertragen werden. Die Chronotherapie gilt als potentielle Anwendung der Forschungsergebnisse bei Menschen mit Schlafstörungen. Halls Untersuchungen des fruitless-Gen einschließlich seiner Klonierung brachten wichtige Erkenntnisse über die Geschlechtsentwicklung der Fruchtfliegen.

## Auszeichnungen
- 2001: Mitgliedschaft in der American Academy of Arts and Sciences[3]
- 2003: Genetics Society of America Medal[4]
- 2003: Mitgliedschaft in der National Academy of Sciences
- 2009: Gruber-Preis für Neurowissenschaften (mit Michael Rosbash und Michael W. Young)[5]
- 2011: Louisa-Gross-Horwitz-Preis (mit Michael Rosbash und Michael W. Young)[6]
- 2012: Canada Gairdner International Award (mit Michael Rosbash und Michael W. Young)[7]
- 2012: Massry-Preis (mit Michael Rosbash und Michael W. Young)
- 2013: Wiley Prize in Biomedical Sciences (mit Michael Rosbash und Michael W. Young)
- 2013: Shaw Prize in Medizin (mit Michael Rosbash und Michael W. Young)
- 2017: Nobelpreis für Physiologie oder Medizin (mit Michael Rosbash und Michael W. Young)